# 池の上
池の上（いけのかみ）は、千葉県白井市の町丁。現行行政地名は池の上一丁目から池の上三丁目。郵便番号270-1425。

## 地理
北は堀込、北東は南山、南は復、西は根に隣接している。

### 地価
住宅地の地価は、2017年（平成29年）1月1日の公示地価によれば、池の上1-18-5の地点で9万1000円/m2となっている。白井市内で最も地価が高い。

## 世帯数と人口
2017年（平成29年）10月31日現在の世帯数と人口は以下の通りである。
| 丁目         | 世帯数  | 人口    |
| ------------ | ------- | ------- |
| 池の上一丁目 | 347世帯 | 831人   |
| 池の上二丁目 | 396世帯 | 974人   |
| 池の上三丁目 | 153世帯 | 364人   |
| 計           | 896世帯 | 2,169人 |

## 小・中学校の学区
市立小・中学校に通う場合、学区は以下の通りとなる。
| 地域         | 小学校               | 中学校             |
| ------------ | -------------------- | ------------------ |
| 池の上一丁目 | 白井市立池の上小学校 | 白井市立南山中学校 |
| 池の上二丁目 | 白井市立池の上小学校 | 白井市立南山中学校 |
| 池の上三丁目 | 白井市立池の上小学校 | 白井市立南山中学校 |

## 施設

### 一丁目
- 千葉県立白井高等学校
- 池の上団地集会所
- 池の上第一児童公園

### 二丁目
- 白井市立池の上小学校
- 池の上2丁目集会所
- 白井木戸公園
- 池の上第二児童公園

### 三丁目
- 池の上3丁目集会所

## 交通

### 鉄道
地内に鉄道は通っていない。復にある北総鉄道北総線の白井駅が利用できる。